# Declaração de Panmunjom
A Declaração de Panmunjom para a Paz, Prosperidade e Unificação da Península Coreana foi adotada entre o líder supremo da Coreia do Norte, Kim Jong-un, e o presidente da Coreia do Sul, Moon Jae-in, em 27 de abril de 2018, durante a Conferência intercoreana de 2018 no lado sul-coreano da Casa da Paz na Área de segurança conjunta.
Segundo a declaração, os governos da Coreia do Norte e Coreia do Sul concordaram em cooperar para o fim oficial da Guerra da Coreia e do conflito coreano, começando uma nova era de paz e compartilhando compromissos para acabar com divisões e confrontos, abordando uma nova era de reconciliação nacional, paz, prosperidade e melhorias na comunicação e relações intercoreanas.
Esta declaração inclui a desnuclearização da península coreana.

## Resumo da Declaração de Panmunjom

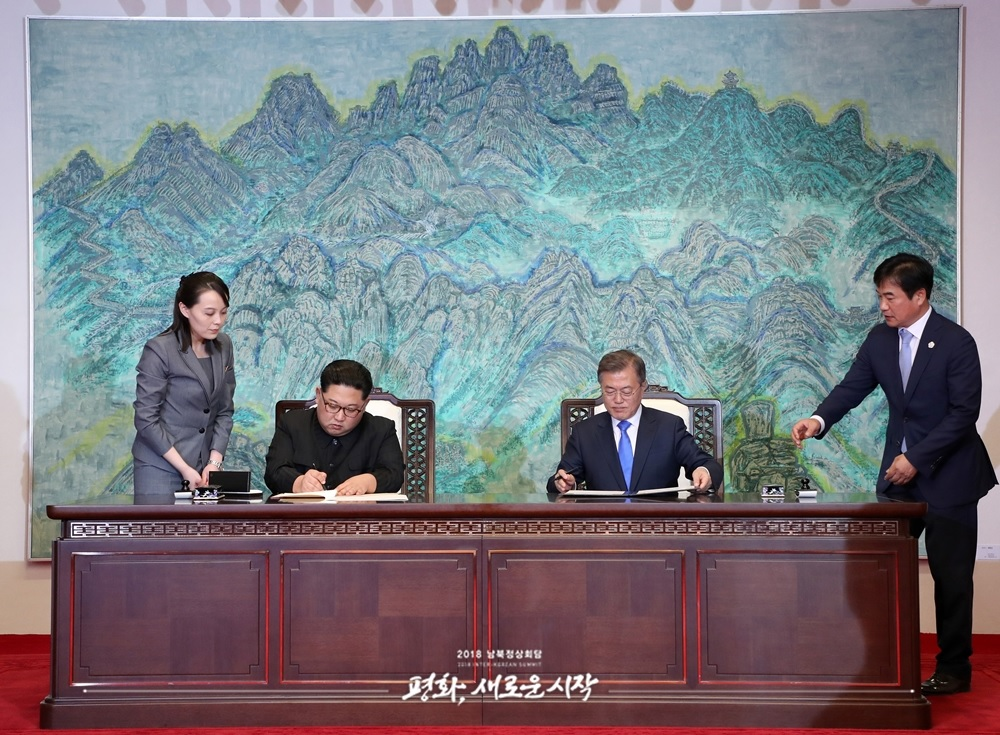
Kim Jong-un e Moon Jae-in assinando a Declaração de Panmunjom

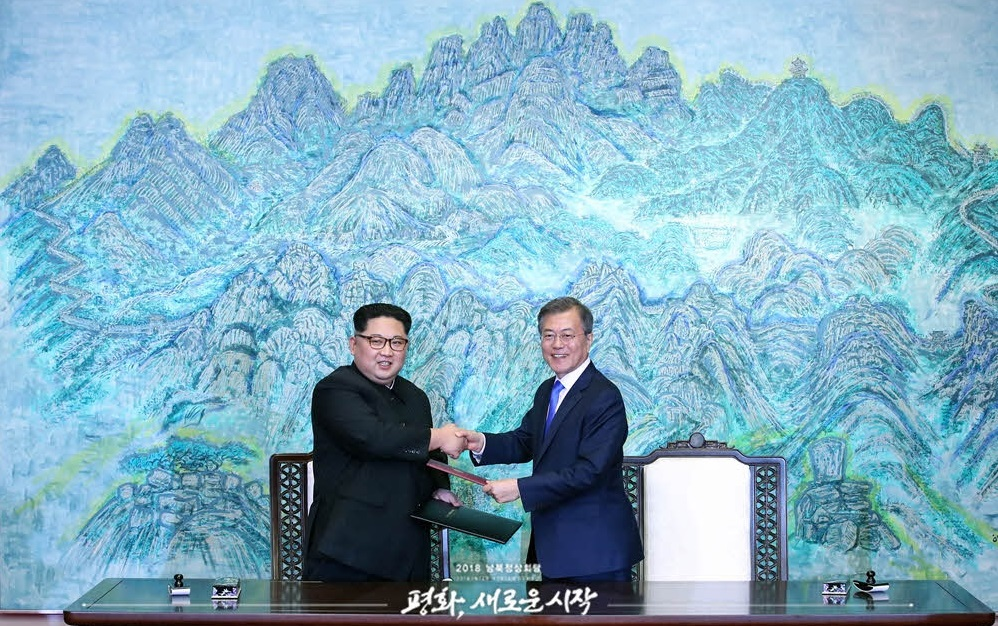
Kim Jong-un e Moon Jae-in segurando a Declaração de Panmunjom

- O texto completo do artigo da Declaração de Panmunjom está localizado em Panmunjom Declaration (em inglês).

Durante este período de transformação histórica na península coreana, refletindo a aspiração duradoura do povo coreano pela paz, prosperidade e reunificação, o Presidente Moon Jae-in da República da Coreia e o Presidente Kim Jong-un da Comissão de Assuntos Estatais da República Popular Democrática da Coreia realizaram uma reunião de cúpula intercoreana na 'Casa da Paz' em Panmunjom em 27 de abril de 2018.
Os dois líderes solenemente declararam diante dos 80 milhões de coreanos e do mundo inteiro que não haverá mais guerra na península coreana e, portanto, uma nova era de paz começara.
1. Promover a prosperidade comum e a reunificação da Coreia através de uma melhoria dramática e do desenvolvimento de relações intercoreanas
- Continuar conversas de alto nível de trabalho para a plena implementação do acordo
- Estabelecimento do Gabinete de Ligação Conjunta em Kaesong entre a Coreia do Sul e a Coreia do Norte
- Cooperação multilateral e intercâmbio
- Cruz Vermelha Intercoreana fala e reúne famílias separadas em 15 de agosto de 2018
- Conectar e modernizar estradas com as ferrovias Donghae e Gyeongui

2. Eliminação da tensão militar e eliminação substancial do risco de guerra
- Cessar todos os atos hostis
- Designada uma zona de paz marítima na parte ocidental da costa oeste, a fim de prevenir confrontos militares acidentais e garantir atividades de pesca seguras.
- Estabelecimento de medidas de garantia mútua militar por meio de negociações de militares de alto nível

3. Estabelecer um regime permanente e pacífico de paz na península coreana
- Acordo inviolável
- Desarmamento faseado
- Em comemoração ao 65º aniversário do Acordo de Armistício Coreano em 2018, as Coreias do Sul e do Norte cooperam estreitamente com os EUA e a China para estabelecer um tratado de paz na península coreana declarando o fim da Guerra da Coreia de 1953, estabelecendo um regime de paz permanente e sólido.
- Finalizar a desnuclearização completa da península coreana

Os dois líderes concordaram, através de reuniões regulares e conversas telefônicas diretas, para realizar discussões frequentes e francas sobre questões vitais para a nação, para fortalecer a confiança mútua e empenhar-se conjuntamente para fortalecer o impulso positivo para o avanço contínuo das relações intercoreanas, bem como para a paz, prosperidade e reunificação da península coreana.
Neste contexto, o Presidente Moon Jae-in concordou em visitar Pyongyang neste outono.
27 de abril de 2018
Realizado em Panmunjom
(assinado) Moon Jae-in, Presidente, República da Coreia
(assinado) Kim Jong-un, Presidente, Comissão de Assuntos Estatais, A República Popular Democrática da Coreia